# Julhas Mannan
Julhas Mannan (12 de octubre de 1976-Daca, 25 de abril de 2016) fue un activista y editor bengalí. Fue conocido principalmente por editar la primera revista de tendencia LGBT de su país, Roopbaan, que comenzó a publicarse en 2014. En abril de 2016 fue asesinado en su casa por un grupo, al parecer, de carácter islamista radical. Mannan también trabajaba para la Agencia de los Estados Unidos para el Desarrollo Internacional (USAID), además de haber trabajado como funcionario de protocolo de la embajada de los Estados Unidos. En un país muy conservador, que prohíbe la homosexualidad por ley, Mannan se destacó como un activista favorable a los derechos de los colectivos LGTB. Además de la edición de la revista Roopbaan, también fue uno de los organizadores de la Rainbow Rally, o manifestación del Arcoíris, que se celebra desde 2014 cada 14 de abril.
El 25 de abril de 2016, un grupo de entre cinco y seis hombres entraron en casa de Mannan, en Daca, donde el editor bengalí se encontraba con unos amigos. A golpe de machete, los asaltantes acabaron con la vida de Mannan y de otro hombre, además de herir a un tercero.
Estos asesinatos llegaron en un momento de gran tensión en el país asiático, ya que varios activistas laicos habían muerto violentamente durante los meses anteriores, como el bloguero Niloy Neel, en mayo de 2015. De hecho, dos días antes de la muerte de Mannan, el profesor Rezaul Karim Siddiquee, de 58 años, había sido asesinado en Rajshahi.
En 2021 6 de los implicados en el asesinato de Mannan fueron condenados a la pena de muerte por los hechos.